# Fort Crevier
 (novembre 2023).
Si vous disposez d'ouvrages ou d'articles de référence ou si vous connaissez des sites web de qualité traitant du thème abordé ici, merci de compléter l'article en donnant les références utiles à sa vérifiabilité et en les liant à la section « Notes et références ».
Le fort Crevier (connu aussi comme fort Saint-François) est un fort français construit en 1687 et détruit en 1759. Il était situé près de Notre-Dame-de-Pierreville et Saint-François-du-Lac, à la confluence de la rivière Saint-François et du lac Saint-Pierre. Il est utilisé de 1689 à 1701 lors des guerres avec les Iroquois et les Anglais.
Le fort est érigé à l'initiative de Jean Crevier, seigneur de Saint-François-du-lac. Le fort permet aux Français et aux Abénaquis de résister aux attaques de novembre 1689 et août 1693, attaque au cours de laquelle Crevier est tué.
À la suite des traités de paix signés entre 1697 et 1701, le fort devient caduc. Il est alors occupé par les Abénaquis avant d'être détruit le 4 octobre 1759 par les troupes Rangers du major Robert Rogers. Décimés, les Abénaquis se relocalisent à Odanak par après.